# رودریگو ورجیلو
رودریگو ورجیلو (به پرتغالی: Rodrigo Vergilio) مهاجم اهل برزیل است که در شهر Pederneiras و در تاریخ ۱۳ آوریل ۱۹۸۳ به دنیا آمده‌است.
رودریگو ورجیلو در تیم‌های فوتبال کورینتیانس سابقهٔ حضور دارد.